# Phaisurellops rugifrons
Phaisurellops rugifrons är en stekelart som beskrevs av Heinrich 1967. Phaisurellops rugifrons ingår i släktet Phaisurellops och familjen brokparasitsteklar. Utöver nominatformen finns också underarten P. r. dorado.